# Santiago Mouriño
Álvaro Santiago Mouriño González (Montevideo, 13 de febrero de 2002) es un futbolista uruguayo. Juega como defensa central en el Villarreal Club de Fútbol de la Primera División de España.

## Trayectoria
Realizó las divisiones juveniles en el Club Nacional de Football, comenzó desde la sub-14 en el año 2015 y escaló hasta llegar a jugar en Tercera División en 2021, también fue el capitán de la sub-19, disputó más de 130 partidos con los albos.
Quedó libre en el año 2021, estuvo sin actividad unos meses pero en enero de 2022 se incorporó a Racing Club de Montevideo para jugar en la Segunda División de Uruguay, aunque Nacional mantuvo un porcentaje de su ficha y prioridad para su compra.
En el comienzo de la temporada no tuvo minutos, estuvo en el banco de suplentes durante el Torneo Competencia, tras 5 partidos ganaron la Serie A y jugaron una final contra La Luz, partido que ganaron 0-2 en el Estadio Centenario.
Debutó como profesional el 22 de mayo de 2022, ingresó en el transcurso del segundo tiempo para enfrentar a Progreso en la fecha 4 del campeonato regular y ganaron 0-2. En la fecha 10 tuvo su primera oportunidad como titular, jugó como lateral derecho contra Miramar Misiones, estuvo los 90 minutos en cancha y empataron 1-1.
En su primera temporada jugó 17 partidos, 15 por el campeonato y 2 por Copa Uruguay, de los cuales fue titular en 10. Racing regresó a la máxima categoría del fútbol uruguayo y se coronaron campeones de la Segunda División Profesional 2022.
El 4 de febrero de 2023 debutó en Primera División, fue parte de la zaga titular contra Boston River, pero perdieron 0-2. Durante febrero Racing logró 2 empates y 2 derrotas pero a pesar de los resultados fue reconocido como parte de los mejores jugadores del mes para la Asociación Uruguaya de Fútbol.
Racing tuvo una temporada irregular, finalizaron el Torneo Apertura 2023 en decimotercera posición pero Mouriño tuvo una destacada participación, fue titular en 14 partidos. Diferentes equipos como River Plate, Gremio y Atlético de Madrid mostraron interés. Para el diario El País fue incluido en el equipo ideal del Torneo Apertura.
El 7 de julio se anunció su fichaje por Atlético Madrid, firmó por 5 temporadas con los colchoneros. Entrenó con el club durante unas semanas y fue convocado por Diego Simeone para realizar la gira de pretemporada con el primer equipo.
Debutó con su nuevo equipo el 27 de julio de 2023, ingresó al comienzo del segundo tiempo por Stefan Savić para enfrentarse a un combinado de la K League 1, cometió un penalti y perdieron 3-2. El 30 de julio volvió a tener participación, esta vez ante Manchester City, ingresó al minuto 61 por Axel Witsel y ganaron 1-2.
El 11 de agosto del 2023 el Real Zaragoza hizo oficial la cesión del defensa uruguayo para la temporada 23-24. Debutó en Europa a nivel oficial el 10 de septiembre, en la fecha 5 del campeonato de Segunda División, fue titular para enfrentar a Cartagena y ganaron 1-3.
En su primera temporada jugó 29 partidos y convirtió un gol. Su buen nivel hizo que Deportivo Alavés compre su ficha en agosto de 2024, para jugar en la máxima categoría del fútbol español. Defendió su nuevo club en 27 oportunidades.
El 31 de julio de 2025, Atlético de Madrid ejerció la opción de recompra de su ficha, por 4 000 000 de euros. Al otro día, Villarreal fichó a Santiago por 5 temporadas.

## Selección nacional
Fue citado por primera vez el 5 de junio de 2023 por el entrenador Marcelo Bielsa, para jugar 2 partidos amistosos de preparación con la selección de Uruguay. Estuvo en el banco de suplentes por primera vez del 20 de junio en un partido amistoso contra Cuba en el Estadio Centenario, no tuvo minutos pero ganaron 2-0.

## Estadísticas

### Clubes
Actualizado al último partido citado el 18 de mayo de 2025.
| Club                         | Div.          | Temporada     | Liga  | Liga  | Liga   | Copas nacionales | Copas nacionales | Copas nacionales | Copas internacionales | Copas internacionales | Copas internacionales | Total | Total | Total  |
| Club                         | Div.          | Temporada     | Part. | Goles | Asist. | Part.            | Goles            | Asist.           | Part.                 | Goles                 | Asist.                | Part. | Goles | Asist. |
| ---------------------------- | ------------- | ------------- | ----- | ----- | ------ | ---------------- | ---------------- | ---------------- | --------------------- | --------------------- | --------------------- | ----- | ----- | ------ |
| Racing C. de Mdeo. · Uruguay | 2.ª           | 2022          | 15    | 0     | 0      | 2                | 0                | 0                | —                     | —                     | —                     | 17    | 0     | 0      |
| Racing C. de Mdeo. · Uruguay | 1.ª           | 2023          | 14    | 0     | 0      | -                | -                | -                | —                     | —                     | —                     | 14    | 0     | 0      |
| Racing C. de Mdeo. · Uruguay | Total club    | Total club    | 29    | 0     | 0      | 2                | 0                | 0                | 0                     | 0                     | 0                     | 31    | 0     | 0      |
| Real Zaragoza · España       | 2.ª           | 2023-24       | 28    | 1     | 0      | 1                | 0                | 0                | —                     | —                     | —                     | 29    | 1     | 0      |
| Real Zaragoza · España       | Total club    | Total club    | 28    | 1     | 0      | 1                | 0                | 0                | 0                     | 0                     | 0                     | 29    | 1     | 0      |
| Deportivo Alavés · España    | 1.ª           | 2024-25       | 25    | 0     | 1      | 2                | 0                | 0                | —                     | —                     | —                     | 27    | 0     | 1      |
| Deportivo Alavés · España    | Total club    | Total club    | 25    | 0     | 1      | 2                | 0                | 0                | 0                     | 0                     | 0                     | 27    | 0     | 1      |
| Villarreal C. F. · España    | 1.ª           | 2025-26       | 0     | 0     | 0      | -                | -                | -                | -                     | -                     | -                     | 0     | 0     | 0      |
| Villarreal C. F. · España    | Total club    | Total club    | 0     | 0     | 0      | 0                | 0                | 0                | 0                     | 0                     | 0                     | 0     | 0     | 0      |
| Total carrera                | Total carrera | Total carrera | 82    | 1     | 1      | 5                | 0                | 0                | 0                     | 0                     | 0                     | 87    | 1     | 1      |
| 1.                           |               |               |       |       |        |                  |                  |                  |                       |                       |                       |       |       |        |

### Selección
Actualizado al último partido citado el 20 de junio de 2023.
| Selección          | Temporada         | Continental | Continental | Continental | Mundial | Mundial | Mundial | Amistosos | Amistosos | Amistosos | Total | Total | Total  |
| Selección          | Temporada         | Part.       | Goles       | Asist.      | Part.   | Goles   | Asist.  | Part.     | Goles     | Asist.    | Part. | Goles | Asist. |
| ------------------ | ----------------- | ----------- | ----------- | ----------- | ------- | ------- | ------- | --------- | --------- | --------- | ----- | ----- | ------ |
| Absoluta · Uruguay | 2023              | -           | -           | -           | —       | —       | —       | 0         | 0         | 0         | 0     | 0     | 0      |
| Absoluta · Uruguay | Total sel.        | 0           | 0           | 0           | 0       | 0       | 0       | 0         | 0         | 0         | 0     | 0     | 0      |
| Total selecciones  | Total selecciones | 0           | 0           | 0           | 0       | 0       | 0       | 0         | 0         | 0         | 0     | 0     | 0      |

## Palmarés

### Títulos nacionales
| Título                       | Club               | País    | Año  |
| ---------------------------- | ------------------ | ------- | ---- |
| Torneo Competencia           | Racing C. de Mdeo. | Uruguay | 2022 |
| Segunda División Profesional | Racing C. de Mdeo. | Uruguay | 2022 |

### Distinciones individuales
| Distinción                                   | Año  |
| -------------------------------------------- | ---- |
| Premios AUF - Equipo ideal del mes (febrero) | 2023 |